# 2023年スウェーデン反トルコデモ
2023年スウェーデン反トルコデモ（2023年スウェーデンはんトルコデモ）は、2023年1月21日にスウェーデンで行われた複数の反トルコデモ。同国極右政治家によってイスラムのコーランを焼却するパフォーマンスが行われ、イスラム圏から強い反発が起きた。

## 概要
複数の集会が2023年1月21日に、スウェーデンストックホルムのトルコ大使館周辺で行われた。コーランに火をつけたのは、スウェーデン及びデンマーク国籍を持ち、反イスラムを標榜する政治家ラスムス・パルダンである。一方でトルコで抑圧されているクルド人を支持するデモもあった。参加者は、クルド労働者党の旗を掲げるなどしていた。
また、このパフォーマンスから数日後、オランダのハーグでも反イスラムを掲げる集会が開かれ、コーランが破棄された。

## 反応

### スウェーデンとトルコの外交への影響
トルコは、スウェーデンが今回の集会を許可したことを強く批判し、27日に行われる予定であった国防大臣ポール・ヨンソンのトルコ訪問を中止した。
スウェーデンはロシアによるウクライナ侵攻を受けて、北大西洋条約機構（NATO）への加盟を申請している。加盟には全ての締結国の承認が必要となるが、トルコの大統領エルドアンは「トルコ大使館前でこうした冒涜を許す者は、NATO加盟に対するトルコの支持を期待すべきでない」と述べた。
一方、スウェーデンの外務大臣トビアス・ビルストロムは、「スウェーデンには広範な表現の自由があるが、今回表明された意見をスウェーデン政府が支持しているわけではない」ことを確認した。

### コーラン焼却へのその他諸国の反応
| 国                  | 反応の概要 | 出典  |
| ------------------- | --- | ----- |
| パキスタン          | 27日、ラホールで宗教右派のパキスタン・ラバイク運動の主催するデモが行われ、5000人以上が参加した。カラチのデモでは1000人程度は参加。スウェーデン国旗を焼却するといった行動が見られた。 | [ 3 ] |
| アフガニスタン      | 複数の都市で小規模ながらデモが起きた。参加者は「異教徒に死を。スウェーデンに死を」などと叫んだ。タリバン政権はデモを一部容認する姿勢で、そのような状況は異例である。                 | [ 3 ] |
| イラク              | 抗議デモが行われた。 | [ 3 ] |
| インドネシア        | 同国に駐在するスウェーデン大使を召喚した。 | [ 3 ] |
| エジプト            | スウェーデン及びオランダの製品の不買が呼びかけられた。 | [ 3 ] |
| サウジアラビア      | 外務省が「わが国は対話と寛容、共存の価値拡散を求めるとともに、憎悪や過激主義を拒絶する」との声明を公表した。                                                                         | [ 1 ] |
| ヨルダン クウェート | コーランの焼却を非難した。 | [ 6 ] |